# Orhan Veli
 (août 2009).
Si vous disposez d'ouvrages ou d'articles de référence ou si vous connaissez des sites web de qualité traitant du thème abordé ici, merci de compléter l'article en donnant les références utiles à sa vérifiabilité et en les liant à la section « Notes et références ».
Orhan Veli Kanık, ou simplement Orhan Veli, est un poète turc, né le 13 avril 1914 à Constantinople et mort le 14 novembre 1950 dans la même ville, renommée officiellement Istanbul. 
Après des études inachevées de philosophie, il devient traducteur puis forme, en 1941, le groupe Garip (en) avec Oktay Rifat et Melih Cevdet Anday.
Il est l'introducteur, avec Nazım Hikmet, du vers libre dans la poésie turque.

## Biographie

### Enfance et éducation
Orhan Veli est né le 13 avril 1914 dans le manoir numéro 9 de la rue Çayır sur la pente d'İshak Ağa à Yalıköy, Beykoz, Constantinople. Son père était Mehmet Veli, un marchand d'Izmir et sa mère était Fatma Nigar. Son nom sur sa carte d'identité était Ahmet Orhan. Avant la Loi turque sur les noms de famille, il était connu sous le nom d'Orhan Veli, utilisant le nom de son père Veli. Le père d'Orhan Veli était un clarinettiste à Mızıka-yı Hümâyun. Après la proclamation de la République, il a devenu chef d'orchestre de l'Orchestre symphonique présidentiel.
Orhan Veli avait un frère et une sœur cadets : Adnan Veli Kanık et Füruzan Yolyapan, journalistes du journal Vatan. Le poète avait également une sœur, Ayşe Zerrin, décédée à Ankara à l'âge d'un an.
Orhan Veli a passé son enfance à Beykoz, Beşiktaş et Cihangir (Beyoğlu). Il a fréquenté la classe maternelle de l'école primaire d'Anafartalar à Akaretler pendant la période de l'Armistice de Moudros. Un an plus tard, il a été retiré de cette école et envoyé au Lycée de Galatasaray en tant qu'élève interne. Après avoir terminé sa quatrième année en 1925, il quitta le lycée de Galatasaray à la demande de son père et s'installa à Ankara avec sa mère. Là, il fut inscrit à l'école primaire de Gazi. Un an plus tard, il entra comme pensionnaire au lycée de Ankara Erkek (aujourd'hui lycée Ankara Atatürk).
Orhan Veli a également connu maladies et dangers durant son enfance. Par exemple, il a été victime d'une brûlure à cinq ans, nécessitant des soins intensifs. Le poète a contracté la rougeole à neuf ans et la scarlatine à dix-sept ans.
L'intérêt de Kanık pour la littérature a commencé dès l'école primaire. L'une de ses nouvelles a été publiée dans le magazine « Çocuk Dünyası » (Le Monde des Enfants) à cette époque. Il a rencontré son ami de toujours, Oktay Rifat Horozcu, en CM2. Quelques années plus tard, lors d'un spectacle élève dans un centre communautaire, il se lie d'amitié avec Melih Cevdet Anday. Au cours de sa première année de lycée, Kanık a reçu des conseils et des orientations de son professeur et mentor, Ahmet Hamdi Tanpınar. Durant ses années de lycée, le poète publia avec ses amis Oktay Rıfat et Melih Cevdet la revue « Sesimiz » (Notre Voix). C'est à cette époque qu'il apprit et assimila les règles et l'harmonie du mètre traditionnel aruz, et qu'il écrivit ses premiers poèmes.
Il a également manifesté un intérêt pour le théâtre dès le lycée. Il a participé à plusieurs représentations publiques, notamment dans la pièce « Aktör Kin » avec Raşit Rıza, dans le rôle d'« Üstad-ı Sanî » dans « Zor Nikâh » (Le Mariage forcé) d'Ahmet Vefik Paşa, adapté de Molière et mis en scène par Ercüment Behzat Lav au Centre communautaire d'Ankara, et dans le rôle du « Père » dans « Monna Vanna » de Maurice Maeterlinck. Kanık a ensuite poursuivi son activité théâtrale en tant que traducteur, traduisant de nombreuses pièces en turc.
Le poète obtint son diplôme d'études secondaires en 1932. Il fut inscrit à la chaire de philosophie du département de littérature de l'Université d'Istanbul. En 1933, il fut élu président de l'association étudiante du département de littérature. Il quitta l'université en 1935 sans avoir obtenu son diplôme. Après cela, il continua à travailler comme assistant d'enseignement au lycée de Galatasaray pendant une année.

### Mort
Il commence à écrire à l'âge de dix ans, mais meurt prématurément à Istanbul, à l'âge de 36 ans, trois jours après être tombé dans une tranchée barrant une chaussée en travaux. Il est enterré au cimetière d'Aşiyan, derrière le fort de Rumeli, l'un de ses lieux préférés.

## Œuvres
- Va jusqu'où tu pourras, traduction par Elif Deniz et François Graveline de Git gidebildigin yere, éditions Bleu autour, collection « Poètes, vos papiers », 2009  (ISBN 978-2-3584-8001-7)
- J'écoute Istanbul, traduction de M. E. Tatarag̃si et Gérard Pfister, Arfuyen, 1990
- La Fontaineʼnin Masalları, traduction par Orhan Veli Kanîk de fables de La Fontaine, İstanbul, Doğan kardeş yayınları, 1948